# Довгалець Олександр Леонідович
Олександр Леонідович Довгалець (нар. 29 листопада 1962, Здолбунів) — радянський та український футболіст, що грав на позиції нападника та півзахисника. Відомий за виступами за низку українських футбольних клубів різних ліг, серед них найбільше — за «Авангард» (пізніше «Верес») (Рівне), «Дніпро» (Черкаси), «Темп» (Шепетівка), виступав також у найвищому молдовському дивізіоні за клуб «Ністру» (Атаки) та футзальний клуб «Случ». Після закінчення професійної футбольної кар'єри тривалий час грав за аматорські клуби Рівненської та Волинської областей, тренував та очолював здолбунівські аматорські футбольні клуби. До 2018 року (до 56-річного віку) тренерську діяльність у футбольних клубах поєднував із виступами на футбольних полях у чемпіонаті області як граючий тренер.

## Клубна кар'єра
Олександр Довгалець народився в Здолбунові, і свою футбольну кар'єру розпочав у клубі другої союзної ліги «Авангард» із свого обласного центру. Молодий футболіст мав небагато шансів пробитися до основного складу команди, і після перерви, пов'язаної із службою в армії, стає гравцем іншої друголігової команди із сусідньої області — житомирського «Спартака». Після нетривалих виступів за спартаківський клуб Довгалець повертається до Рівного, але і цього разу не зумів вибороти місце в основному складі «Авангарду». Футболіст вирішив спробувати сили у аматорському клубі з Черкас «Дніпро», який у цьому сезоні мав завдання повернутись у другу лігу. Черкащани виграли зональний турнір команд колективів фізкультури, а пізніше перемогли у фінальному турнірі, який відбувся у Закарпатті. У складі черкащан переможцем чемпіонату УРСР серед колективів фізкультури став і Олександр Довгалець. Довгалець провів і наступний сезон у складі черкаського клубу, вже у другій союзній лізі. Сезон 1989 року Олександр Довгалець розпочав у миколаївському «Суднобудівнику», але у середині сезону перейшов до цьогорічного лідера першості серед команд 6 зони другої ліги СРСР — луцької «Волині». Але у чемпіонському для волинян сезоні футболіст із сусідньої області зіграв лише 12 матчів, у яких відзначився 2 забитими м'ячами, і покинув клуб, що не дозволило йому отримати золоті медалі переможців чемпіонату УРСР. Сезон 1989 року Довгалець догравав у полтавській «Ворсклі». Початок сезону 1990 року Довгалець також провів у полавському клубі, а далі став футболістом шепетівського «Темпа», який після участі у фінальному турнірі команд колективів фізкультури дебютував у другій лізі СРСР. Після переходу до Шепетівки Довгалець відразу стає справжнім лідером клубу та її кращим бомбардиром. Хоча у чемпіонаті «Темп» зайняв лише 9 місце, команда значно успішніше виступила в Кубку УРСР. Шепетівський клуб дійшов до фіналу турніру, де в двоматчевому поєдинку здолав колишню команду Довгальця — рівненський «Верес», і один із м'ячів у цьому протистоянні на рівненському стадіоні забив саме Олександр Довгалець. Виграш Кубка дав можливість шепетівській команді стартувати в першому чемпіонаті України відразу у вищій лізі. І у вищій лізі Довгалець залишався лідером і кращим бомбардиром «Темпа», забив кілька важливих м'ячів, у тому числі переможний м'яч у ворота майбутнього чемпіона — «Таврії» — на шепетівському стадіоні. Проте «Темп» не мав досвіду гри на найвищому рівні, та швидко перейшов у стан аутсайдера чемпіонату, і у підсумку покинув найвищий український дивізіон. Олександр Довгалець ще до закінчення першості покинув Шепетівку, та став гравцем тернопільської «Ниви», у якій дограв перший чемпіонат України. Далі футболіст грав у аматорському клубі з Хмельницького «Адвіс», який у сезоні 1994—1995 років грав у третій українській лізі. У професійній лізі Довгалець став найкращим бомбардиром «Адвіса», відзначившись у 23 матчах 15 забитими м'ячами. Цей сезон Довгалець закінчував матчами за рівненський «Верес». Це були останні виступи Довгальця за рідний клуб, але він нічим не зумів допомогти рівнянам, які цього сезону вибули до першої ліги. Наступний сезон Довгалець розпочав виступами за аматорський клуб «Імпульс» із Кам'янця-Подільського, а продовжив у першоліговогому клубі «Кристал» із Чорткова. Далі футболіст нетривалий час виступав за третьоліговий російський клуб «Смарагд» (Тимашевськ). Після повернення в Україну Довгалець грав за футзальний клуб «Случ» із Рівного, який зайняв четверте місце у чемпіонаті України. Після виступів у футзалі Олександр Довгалець потренував у рідному Здолбунові дитячу команду «Металіст», у якій також грав і його син Олександр, а потім ще нетривалий час пограв за молдовський клуб «Ністру» з Атак, який став для нього останнім професійним клубом у кар'єрі футболіста.

## Після завершення футбольної кар'єри
Після завершення виступів у професійних клубах Олександр Довгалець повернувся до Здолбунова, де продовжив свої виступи у місцевих аматорських клубах «Металіст» і «Воли́нь-Цеме́нт». Деякий час Довгалець був також президентом клубу «Металіст». У 2000—2001 роках Олександр Довгалець виступав за ковельський «Колос». У 2001 році на нетривалий час повертається до Здолбунова, де грає за «Волинь-Цемент», а пізніше повертається до Ковеля, де виступає за аматорський «Ковель-Волинь-2». на початку 2002 року повертається до Здолбунова, де поперемінно грає за «Волинь-Цемент» і «Локомотив». Аматорським клубом «Локомотив» Довгалець паралельно керував із 2005 року. Пізніше, з 2003 року Олександр Довгалець зосередився на виступах у клубі «Волинь-Цемент», де він був граючим тренером. У 55-річному віці Олександр Довгалець завершив свою багаторічну ігрову кар'єру.

## Досягнення
- Переможець Чемпіонату УРСР серед команд колективів фізкультури: 1987
- Володар Кубку УРСР: 1991
- Кращий бомбардир чемпіонату Рівненської області (3): 2000, 2002, 2003